# Krajowy Komitet Partii Demokratycznej
Amerykańska Partia Demokratyczna (podobnie notabene, jak i republikańska) nie ma stałego członkostwa, jak np. partie europejskie (choć miliony amerykanów zarejestrowanych jest jako wyborcy demokratyczni), ale ma za to stały aparat, którego zadaniem jest koordynowanie kampaniami wyborczymi, zbieraniem funduszy i strukturą organizacyjną, podczas gdy faktycznym przywódcą politycznym jest albo urzędujący prezydent (jeżeli demokraci kontrolują w danym momencie Biały Dom), albo inny czynny polityk.
Z tego tytułu Krajowy Komitet Partii Demokratycznej (ang. Democratic National Committee, DNC), który istnieje od roku 1848, zajmuje się organizacją, podczas gdy „władzę” sprawują politycy (władze i kluby senackie i kongresowe, stanowi oficjele i liderzy).
Kiedy u władzy jest demokratyczny prezydent, wtedy to on wskazuje osobę przewodniczącego DNC. Kiedy zaś partia jest w opozycji, wtedy dokonuje się jego wyboru. Często jest nim czynny polityk, jak to było w przypadku senatora Christophera Dodda z Connecticut, kandydującego do nominacji prezydenckiej w 2008 roku, czy gubernatora Roya Romera z Kolorado.

## Obecne kierownictwo DNC
- Przewodniczący: Ken Martin (Przewodniczący Partii Demokratyczno-Rolniczo-Pracowniczej Minnesoty w latach 2011–2025)
- Wiceprzewodniczący:
  - Reyna Walters-Morgan (adwokat z Nowego Jorku)
  - Artie Blanco
  - Jane Kleeb (Przewodnicząca Partii Demokratycznej Nebraski od 2016)
  - Malcolm Kenyatta (Członek Izby Reprezentantów stanu Pensylwania od 2019)
  - Shasti Conrad
- Skarbnik: Chris Korge (adwokat, fundraiser polityczny, lobbysta i deweloper nieruchomości)
- Sekretarz: Jason Rae (aktywista)

## Lista przewodniczących DNC
| Przewodniczący                          | Kadencja    | Stan                |
| --------------------------------------- | ----------- | ------------------- |
| Benjamin F. Hallett                     | (1848-1852) | Massachusetts       |
| Robert Milligan McLane                  | (1852-1856) | Maryland            |
| David Allen Smalley                     | (1856-1860) | Vermont             |
| August Belmont                          | (1860-1872) | Nowy Jork           |
| Augustus Schell                         | (1872-1876) | Nowy Jork           |
| Abram Stevens Hewitt                    | (1876-1877) | Nowy Jork           |
| William H. Barnum                       | (1877-1889) | Connecticut         |
| Calvin Stewart Brice                    | (1889-1892) | Ohio                |
| William F. Harrity                      | (1892-1896) | Pensylwania         |
| James K. Jones                          | (1896-1904) | Arkansas            |
| Thomas Taggart                          | (1904-1908) | Indiana             |
| Norman E. Mack                          | (1908-1912) | Nowy Jork           |
| William F. McCombs                      | (1912-1914) | Nowy Jork           |
| Homer S. Cummings                       | (1914-1916) | Connecticut         |
| Vance C. McCormick                      | (1916-1919) | Pensylwania         |
| George White                            | (1920-1921) | Ohio                |
| Cordell Hull                            | (1921-1924) | Tennessee           |
| Clem L. Shaver                          | (1924-1928) | Wirginia Zachodnia  |
| John J. Raskob                          | (1928-1932) | Nowy Jork           |
| James A. Farley                         | (1932-1940) | Nowy Jork           |
| Edward J. Flynn                         | (1940-1943) | Nowy Jork           |
| Frank C. Walker                         | (1943-1944) | Pensylwania         |
| Robert E. Hannegan                      | (1944-1947) | Missouri            |
| J. Howard McGrath                       | (1947-1949) | Rhode Island        |
| William H. Boyle, Jr.                   | (1949-1951) | Missouri            |
| Frank E. McKinney                       | (1951-1952) | Indiana             |
| Stephen A. Mitchell                     | (1952-1955) | Illinois            |
| Paul M. Butler                          | (1955-1960) | Indiana             |
| Henry M. Jackson                        | (1960-1961) | Waszyngton          |
| John M. Bailey                          | (1961-1968) | Connecticut         |
| Lawrence F. O’Brien                     | (1968-1969) | Massachusetts       |
| Fred R. Harris                          | (1969-1970) | Oklahoma            |
| Lawrence F. O’Brien                     | (1970-1972) | Massachusetts       |
| Jean Westwood                           | (1972)      | Utah                |
| Robert S. Strauss                       | (1972-1977) | Teksas              |
| Kenneth M. Curtis                       | (1977-1978) | Maine               |
| John C. White                           | (1978-1981) | Teksas              |
| Charles T. Manatt                       | (1981-1985) |                     |
| Paul G. Kirk Jr.                        | (1985-1989) | Massachusetts       |
| Ron Brown                               | (1989-1993) | Nowy Jork           |
| David Wilhelm                           | (1993-1994) | Ohio                |
| Debra DeLee                             | (1994-1995) | Massachusetts       |
| Donald Fowler                           | (1995-1997) | Karolina Południowa |
| Christopher Dodd Główny Przewodniczący  | (1995-1997) | Connecticut         |
| Steven Grossman                         | (1997-1999) | Massachusetts       |
| Joseph Andrew                           | (1999-2001) | Indiana             |
| Roy Romer Główny Przewodniczący         | (1999)      | Kolorado            |
| Edward G. Rendell Główny Przewodniczący | (1999-2001) | Pensylwania         |
| Terrence R. McAuliffe                   | (2001-2005) | Wirginia            |
| Howard Dean                             | (2005-2009) | Vermont             |
| Tim Kaine                               | (2009-2011) | Wirginia            |
| Donna Brazile tymczasowo                | (2011)      | Luizjana            |
| Debbie Wasserman Schultz                | (2011-2016) | Floryda             |
| Donna Brazile tymczasowo                | (2016-2017) | Luizjana            |
| Tom Perez                               | (2017-2021) | Maryland            |
| Jaime Harrison                          | (2021-2025) | Karolina Południowa |
| Ken Martin                              | (od 2025)   | Minnesota           |